# Alue Awe (Muara Dua)
Alue Awe is een bestuurslaag in het regentschap Lhokseumawe van de provincie Atjeh, Indonesië. Alue Awe telt 2385 inwoners (volkstelling 2010).